# FK Sjipka Sofia
FK Sjipka Sofia (Bulgaars: ФК Шипка София) was een Bulgaarse voetbalclub uit de hoofdstad Sofia.  

## Geschiedenis
De club werd opgericht op 2 mei 1923 na de fusie van Pobeda en Mefisto als Sparta Sofia. Op 7 oktober 1924 werd de naam gewijzigd in Sjipka. De club speelde in de schaduw van succesvollere stadsrivalen, die zich steevast plaatsten voor de nationale eindronde. In 1937 werd er voor het eerst een nationale competitie georganiseerd, waarvoor vier clubs uit Sofia zich plaatsen. Sjipka werd gedeeld tweede en was zowaar de best presterende club uit de hoofdstad. Het volgende seizoen degradeerde de club, maar werd gespaard van degradatie omdat ze de beker gewonnen hadden. In 1940 werd de club zesde. Hierna werd de competitie terug afgevoerd en vervangen door de regionale competities. Op 7 april 1942 fuseerde de club met Grafik Sofia tot Sjipka-Grafik. 
Begin 1944 fuseerde de club met Pobeda orlandovtsi tot Sjipka-Pobeda. Op 9 november 1944 fuseerde de club dan met AS 23 Sofia en Tsar Boris III Sofia tot de nieuwe club Tsjavdar Sofia. 

## Erelijst
Beker
1939